# Habenaria galactantha
Habenaria galactantha är en orkidéart som beskrevs av Friedrich Fritz Wilhelm Ludwig Kraenzlin. Habenaria galactantha ingår i släktet Habenaria och familjen orkidéer. Inga underarter finns listade i Catalogue of Life.